# هلسنس، کمون دانمارک
هِـلسنس (به دانمارکی: Halsnæs Municipality) یک منطقهٔ مسکونی در دانمارک است که در استان هوودستادن واقع شده‌است.
هلسنس ۱۲۲٫۱۵ کیلومتر مربع مساحت و ۳۰٬۶۴۴ نفر جمعیت دارد.